# The Demon
The Demon (dt. Der Dämon, auch Etrigan oder Etrigan the Demon) ist eine fiktive Figur im Besitz des Verlages DC Comics. Die Figur ist der Protagonist einer Reihe von gleichnamigen Comicpublikationen, die der Verlag seit 1972 herausgibt.
Der „Dämon“ ist eine kräftig gebaute, anthropomorphe und gelbhäutige Höllenkreatur mit kurzen Hörnern und roten Augen namens Etrigan, die mit gewaltigen magischen Kräften ausgestattet ist. Etrigan wird in einer fiktiven Version des Mittelalters, die innerhalb des DC-Universums, in dem die meisten Veröffentlichung des DC Verlages spielen, durch einen Fluch des Zauberers Merlin aus der Artussage mit dem Ritter Jason Blood verbunden wird, um diesen für eine schwere Verfehlung zu strafen. Blood trägt Etrigan fortan als Wirt tief „in“ sich, wo er unsichtbar und machtlos haust, bis Blood ihn durch eine Zauberformel heraufbeschwört, wodurch Etrigan für eine Weile physisch an seine Stelle tritt. Die von Blood widerwillig vollzogenen Heraufbeschwörungen von Etrigan durch Blood erfolgt fast immer, um als Anti-Held bestimmte Aufgaben, meist die Überwindung anderer magischer Wesen oder sonstiger Bedrohungen, zu erfüllen. Nach der Heraufbeschwörung von Etrigan wird Blood vorübergehend in diesen eingesogen, so dass nun er, während Etrigan auf der Erde wandelt, ohnmächtig und unkörperlich, in dem Dämonen haust. Blood ist infolge des ihm auferlegten Fluchs so lange unsterblich, bis er dermaleinst seine Schuld abgetragen haben wird, woraufhin der Zauberer den Fluch aufheben und ihn wieder von Etrigan trennen wird. In den meisten Demon-Geschichten wandelt Blood, der aufgrund seiner Verzauberung körperlich – mit Ausnahme weißer Haare an den Schläfen seines sonst feuerroten Haarschopfes – nicht altert, seit vielen hundert Jahren auf der Erde und lebt in der Gegenwart des 20. bzw. 21. Jahrhunderts.
Schöpfer der Figur des Dämons und seines menschlichen Wirtes und Gestalter der ersten Veröffentlichungen über die Figur war der US-amerikanische Autor und Zeichner Jack Kirby. Die Veröffentlichungen über den Dämonen vereinigen traditionelle Elemente der Fantasyliteratur, wie Ritter, Zauberer und Drachen, mit Themen der Mystik (Hölle, Verdammnis, Fegefeuer, Dämonismus) und Topoi der modernen Abenteuerliteratur. Diese thematische Mischung ist im Wesentlichen von allen nachfolgenden Künstlern, die Geschichten über die Figur künstlerisch umsetzten, beibehalten worden.

## Veröffentlichungen unter dem „The Demon“-Titel
Eine erste Serie mit dem Titel The Demon wurde im August/September 1972 vom DC-Verlag gestartet. Diese Serie wurde fortan im Zweimonatstakt veröffentlicht und erreichte sechzehn Ausgaben, bis sie im Jahr 1974 eingestellt wurde.
Nach einer mehrjährigen Veröffentlichungspause wurden vier weitere The Demon-Geschichten im Jahr 1979 als Backup-Storys in den Ausgaben #482 bis #485 der Serie Detective Comics publiziert.
Im Jahr 1987 folgte eine vierteilige Miniserie unter dem Titel The Demon. Diese wurde von Matt Wagner umgesetzt. 1989 folgten sechs weitere Geschichten über die Figur, die in den Ausgaben #636 bis #641 der Anthologie Action Comics Weekly abgedruckt wurden.
1990 entschloss sich DC-Verlag, sechzehn Jahre nach der Einstellung der ersten Serie über den Dämonen Etrigan, zum zweiten Mal eine fortlaufende Serie über die Figur auf den Mark zu bringen. Die nun gestartete neue Serie The Demon (Vol. 2) erschien diesmal knapp fünf Jahre lang, von 1990 bis 1995, und erreichte 59 Ausgaben sowie zwei als Annuals betitelte Sonderausgaben. Autoren dieser Serie waren erst der Schotte Alan Grant (1990–1993) und später der Ire Garth Ennis (1993–1995). Die visuelle Umsetzung übernahmen die Zeichner Val Semeiks (1990–1993) und John McCrea (1993–1995). Eine Spin-off-Serie, die aus dieser zweiten The Demon-Serie hervorging, war die Serie Hitman, die die Solo-Abenteuer des Auftragskillers Tommy Monaghan zum Inhalt hat, der 1993 als Nebenfigur in den Abenteuer des Dämonen aufzutreten begonnen hatte.
1995 erschien die Sonderausgabe Batman/The Demon: A Tragedy, die ein gemeinsames Abenteuer von Etrigan und dem Verbrechensbekämpfer Batman zum Inhalt hat.
Dieses Mal verstrichen acht Jahre, bevor DC von 2003 bis 2004 das Konzept in einer Serie vermarktete. Diesmal in Form der sechsteiligen Miniserie The Demon. Driven Out.
Im Jahr 2005 wurde dann eine dritte fortlaufende Serie, Blood of the Demon (The Demon, Vol. 3), über die Figur des Dämonen gestartet. Diese wurde von John Byrne verfasst und gezeichnet und erreichte zum Zeitpunkt ihrer Einstellung im Juli 2006 siebzehn Ausgaben.
Daneben trat die Figur gelegentlich als Nebenfigur in Serien wie Batman, The Sandman (von Neil Gaiman), Swamp Thing (von Alan Moore), Green Arrow (von Kevin Smith) auf.

## Handlung
Die Handlung der Etrigan-Comics nimmt in den meisten Versionen des Stoffes ihren Ausgangspunkt im sagenhaften Mittelalter der Legende um den englischen Ritterkönig Artus. Dabei wird das Szenario des traditionellen, volkstümlichen Sagenkreises um Artur, den Zauberer Merlin und die Ritter der Tafelrunde als allgemein bekannt vorausgesetzt und ohne große weitere Erklärungen an die Prämisse des altenglischen Mythenkomplexes angeknüpft: Etrigan tritt dabei auf den Plan, als er von dem weisen Merlin mittels eines Zauberspruches heraufbeschworen wird, um zur Verteidigung des von seiner Erzfeindin, der Hexe Morgan le Fay, belagerten Herrschersitzes seines Königs, dem legendären Schloss Camelot, beizutragen.
Als Camelot trotz Etrigans Eingreifen gegen die feindliche Übermacht zu unterliegen droht, bindet Merlin Etrigan durch einen Zauberspruch an die Seele des sterblichen Mannes namens Jason (Iason) Blood, in dessen Seele Etrigan fortan gefangen ist. Bloods Herkunft schwankt dabei: Während er in einigen Versionen eigens von Merlin durch Magie geschaffen wurde, ist er in anderen Versionen ein normaler Mann, den der Zauberer für seinen Verrat an Artur und seine Zusammenarbeit mit Morgana durch den Bannspruch bestraft oder gar ein vom Schicksal in die Welt gesetzter Mann mit der Vorherbestimmung einmal zum menschlichen „Wirt“ oder „Kerker“ für Etrigan zu werden. Im Endeffekt laufen jedoch alle Varianten auf das gleiche Ergebnis hinaus: Merlin verleiht Blood – der optisch mit verschiedenen Attributen des „Verfluchtseins“ ausgestattet ist (feuerroten Haare, die von einem weißen „Schweif“ durchzogen sind, düstere, schwarze Augen, eine „dunkle Präsenz“) – entgegen dessen Willen Unsterblichkeit, so dass dieser gezwungen ist, viele Jahrhunderte, bis in die moderne Gegenwart zu leben.
Etrigan haust dabei die meiste Zeit, zu einer geisterhaften Daseinsform reduziert, in Bloods Seele/Geist/Kopf, hält als eine Art innere Monologpartner oder „inneres Teufelchen“ mit Blood Zwiesprache, verspottet, beschimpft und provoziert diesen und versucht ihn zu beeinflussen, insbesondere seine eigene Freisetzung zu erreichen. Blood indessen verweigert dem Dämonen die Freiheit meistens und birgt ihn als Gefangenen in sich. Manchmal jedoch setzt er den Dämonen durch einen Zauberspruch frei, so dass Etrigan erneut auf der Erde wandeln kann, während Blood durch Zauberei als geisterhaftes Wesen in dessen Inneres versetzt wird.

### Der Zauberspruch zur Beschwörung des Dämons
Die magische Beschwörungsformel, durch deren laute Aussprechung Blood den Dämonen Etrigan heraufbeschwört, lautet in der englischen Originalfassung

“Change! Change, O form of man!/ Release the might from fleshy mire!/ Boil the blood in heart of fire!/ Gone! Gone! -- the form of man --/ Rise, the Demon Etrigan!!”

Eine Alternativversion des Beschwörungsverses lautet: “Yarva Demonicus Etrigan./ Change, change the form of man./ Free the prince forever damned./ Free the might from fleshy mire./ Boil the blood in heart of fire./ Gone, gone the form of man,/ Rise the demon Etrigan!”
In deutschen Übertragungen der Demon-Geschichten wurden dabei verschiedene Lehnsübersetzungen angewendet so beispielsweise: „Weiche, weiche Menschensohn/ Mache Platz der Macht der entfesselten Hölle/ Hinweg mit dir, Oh Erdenmann, entsteige dem Orkus – Dämon Etrigan.“ Oder: „Weiche, weiche Menschenform/ Setze Kräfte frei enorm / Siede, Blut in Herz aus Feuer / Mache mich zum Ungeheuer / Ein Dämon werde aus dem Mann / Etrigan!“
In Batman: The Brave and the Bold kam Etrigan in der Folge Prüfungen des Dämonen vor. Der Beschwörungsspruch dort lautete: „Vergeh, vergeh du Menschengestalt, Etrigan erhebe dich mit Gewalt!“
Die Beschwörung zur Zurückverwandlung von Etrigan in Jason Blood lautet in einigen Versionen “Begone, begone, O Etrigan/ Resume once more the form of man!, Gone now, O Etrigan/ And rise again [auch: rise once more] the form of man!” sowie “Since the battle's fought and won./ Jason Blood with me is done.”

## Adaptionen
Die Figur des Dämonen Etrigan ist in verschiedenen Zeichentrickserien und Zeichentrickfilmen, die Stoffe des DC Verlages adaptieren oder auf diesen basieren, als Figur verwendet worden. So in dem Film Justice League. The Flashpoint Paradox (Originalstimme: Dee Bradley Baker), dem Film Justice League Dark (Originalstimme: Ray Chase) und dem Film Justice League Dark: Apokolips War (Originalstimme: Ray Chase) sowie der Episode The Demon Within der Serie The New Batman Adventures (Originalstimme Billy Zane), dem Zweiteiler A Knight in Shadow der Serie Justice League (Originalstimme Michael T. Weiss) und in den Folgen Kid’S Stuff und The Balance der Serie Justice League Unlimited (Originalstimmen: Dee Bradley Baker als Baby-Etrigan, Kevin Conroy und Michael T. Weiss als erwachsener Etrigan). Der genannte Zweiteiler A Knight in Shadow beinhaltet eine ausführliche Nacherzählung einer Variation der Geschichte der Verfluchung von Jason Blood und seiner Bindung an Etrigan.
In den Videospielen Lego Batman 3: Beyond Gotham (Originalstimme Liam O’Brien) und Lego DC Super-Villains ist Etrigan eine spielbare Figur, während er in den Spielen DC Universe Online (Originalstimme Christopher S. Field) und Injustice 2 als Nebenfigur im Hintergrund auftritt.

## Nachdrucke
- Jack Kirby’s The Demon, 2008. (Nachdruck der Hefte The Demon, 1. Serie, #1–16).
- The Demon: From the Darkness, 2014. (Nachdruck der Hefte The Demon, 2. Serie, #1–4 und Vol. 3, #22).
- The Demon: Hell’s Hitman, 2015. (Nachdruck der Hefte The Demon, 3. Serie, #40, 42–49 und Annual #2).
- The Demon: The Longest Day, 2016. (Nachdruck der Hefte The Demon, 3. Serie, #0, #50–58).